# A Better Tomorrow
A Better Tomorrow is een misdaadfilm uit Hongkong onder regie van John Woo. De film ging op 2 augustus 1986 in première. De titel in Chinese karakters: 英雄本色, uitspraak in Kantonees: Ying hung boon sik (vertaling: ware aard van een held).
De film had een grote invloed op de filmindustrie in Hongkong en pionierde het heroic bloodshed filmgenre. De film brak in Hongkong door als grote hit en kwam op de tweede plek in de lijst van 100 Beste Chinese Films. De film kreeg twee opvolgers en in 2018 een remake.

## Plot
Sung Tse-Kit is politieman, zijn broer Sung Tse-Ho is een leidende figuur in de Hongkongse onderwereld. Ondanks die tegenstelling hebben ze een goede onderlinge verstandhouding. Maar als hun vader wordt vermoord verslechtert hun relatie. Ho gaat samen met zijn vriend Mark achter de moordenaars aan. Maar Kit twijfelt aan de bedoelingen van zijn broer.

## Rolverdeling
| Acteur        | Personage         |
| ------------- | ----------------- |
| Ti Lung       | Sung Tse-Kit      |
| Chow Yun-Fat  | Mark Gor/Mark Lee |
| Leslie Cheung | Sung Tse-Ho       |
| Waise Lee     | Shing             |
| John Woo      | Inspecteur Wu     |
| Emily Chu     | Jackie            |
| Kenneth Tsang | Ken               |
| Tsui Hark     | cameo             |

## Prijzen en nominaties
De film won 2 Hong Kong Film Awards en 5 Golden Horse Awards.

## Verwijzingen
- De Wu-Tang Clan heeft een nummer en een album vernoemd naar de film
- De animeserie Cowboy Bebop bevat vele verwijzingen
- Het personage Mr. Chang uit de manga Black Lagoon is gebaseerd op Mark Gor
- In 1994 werd een onofficiële Bollywood-film uitgebracht, genaamd Aatish: Feel the Fire
- In 2010 kwam een Koreaanse remake uit onder de naam Mujeogja.